# Mike Perry (musikproducent)
För andra betydelser, se Mike Perry.
Mikael Mats Robert Persson, mest känd under sitt artistnamn Mike Perry, född 24 juni 1983 i Skövde, är en svensk discjockey och musikproducent. Han är mest känd för singeln "The Ocean" från 2016 med Shy Martin, som låg etta på Sverigetopplistan men även nådde höga listplaceringar i Danmark, Tyskland, Norge och Finland.